# Oleg Lvov
Oleg Anatolievich Lvov Geperidze (russisch Олег Анатольевич Львов Геперидзе, Oleg Anatoljewitsch Lwow Geperidse; * 14. Oktober 1965 in der Sowjetunion) ist ein ehemaliger russischer Handballspieler, der seit 2001 auch die spanische Staatsbürgerschaft besitzt.

## Karriere
Oleg Lvov spielte in seiner russischen Heimat für Dinamo Astrachan und auf Leihbasis für GK Kaustik Wolgograd. Lvov kam als erster russischer Handballspieler nach Spanien. Ab März 1990 lief der linke Rückraumspieler für SDC San Antonio in der Liga ASOBAL auf. In der Saison 1994/95 stand er beim Club Juventud Alcalá unter Vertrag. Nach dem Abstieg wechselte er zu Pilotes Posada de Vigo. In der Saison 1995/96 wurde Lvov mit 229 Toren Torschützenkönig der Liga ASOBAL. Mit dem vierten Tabellenplatz gelang die beste Platzierung. 1998 musste er mit Vigo absteigen. Nach dem Wiederaufstieg in der Saison 1999/2000 schloss er sich dem Erstligisten CB Cangas an, mit dem der Klassenerhalt 2001 als Vorletzter nur knapp gelang. Im November 2001 wechselte er zum Erstligisten Ademar León, den er bereits im März 2002 wieder verließ. Seine letzten Stationen waren BM Alicante Costa Blanca und SD Atlético Novás.
Mit 1622 Toren in 284 Partien gehört Lvov zu den besten Torschützen in der Geschichte der Liga ASOBAL.